# Phase (アルバム)
『Phase』（フェイズ）は、SURFACEの1枚目のオリジナル・アルバムである。本稿では、椎名慶治による同名のセルフカバー・アルバムについても記述する。

## 概要
SURFACE初のオリジナル・アルバムであり、彼らにとって最大のヒットアルバムとなった。デビューシングル「それじゃあバイバイ」などシングル曲4曲を含む全12曲が収録されており、収録曲は全て演奏時間が4分以内である。初回限定盤はスケルトンケース仕様となっている。
　　
オリコンランキングでは週間2位を獲得し、約40万枚を売り上げた。
2013年10月9日には椎名慶治がセルフカバー・アルバムをリリースし、収録曲順もオリジナル・アルバムと同じとなっている。

## 収録曲
1. 空っぽの気持ち（3:32）
作詞：椎名慶治・野口圭、作曲：永谷喬夫 椎名慶治、編曲：SURFACE・武部聡志
2. さぁ（3:14）
作詞：椎名慶治、作曲：永谷喬夫 椎名慶治、編曲：SURFACE
3rdシングル
3. なにしてんの -Sweet Horn Mix-（3:32）
作詞：椎名慶治、作曲：永谷喬夫 椎名慶治、編曲：SURFACE
4thシングルのアルバムバージョン
4. ふたり（3:54）
作詞：椎名慶治・野口圭、作曲：永谷喬夫 椎名慶治、編曲：SURFACE
5. FACE TO FACE -がんばってます-（3:34）
作詞：椎名慶治、作曲：永谷喬夫 椎名慶治、編曲：SURFACE
6. 線（3:44）
作詞：椎名慶治・野口圭、作曲：永谷喬夫 椎名慶治、編曲：SURFACE
7. バランス（3:46）
作詞：椎名慶治、作曲：永谷喬夫 椎名慶治、編曲：SURFACE
8. ひとつになっちゃえ（3:39）
作詞：椎名慶治、作曲：永谷喬夫 椎名慶治、編曲：SURFACE
9. それじゃあバイバイ -Phase Mix-（3:04）
作詞：椎名慶治、作曲：永谷喬夫 椎名慶治、編曲：SURFACE・武部聡志
1stシングルのアルバムバージョン
10. まだまだ（3:47）
作詞：椎名慶治、作曲：永谷喬夫 椎名慶治、編曲：SURFACE
11. 冬の終わり（3:28）
作詞：椎名慶治・野口圭、作曲：永谷喬夫 椎名慶治、編曲：SURFACE・小牟田聡
12. ジレンマ（3:49）
作詞：椎名慶治、作曲：永谷喬夫 椎名慶治、編曲：SURFACE
2ndシングル

※ セルフカバー・アルバムは、全編曲・椎名慶治、オダクラユウ。

## 参加ミュージシャン
- 椎名慶治
  - Vocal
  - Chorus（1～12）
  - Talk（10）
- 永谷喬夫
  - Guitar
  - Keyboards, Synthesizer（1～12）
  - Chorus（9）
  - Talk（10）
- 武部聡志
  - Bass（1.9）
  - Organ（9）
- 小牟田聡
  - Keyboards, Piano, Organ（2.3.4.6.7.10.11.12）
  - Synthesizer（2～8.10.11.12）
- 近藤実：Bass（2.3.4.6.7.8.10.11.12）
- 青山純：Drums（1）
- 村石雅行：Drums（9）
- 茂野洋一：Drums（2～8.10.11.12）
- 大竹徹夫：Synthesizer（1.9）
- 水江洋一郎, 井上昇, 淡谷三治：Brass（9）
- 澤野博敬, 河合わかば, 佐々木史郎：Brass（2.3）